# POP'N'ROLL
『POP'N'ROLL』（ポップン・ロール）は、F-BLOOD3枚目のアルバム。
2017年6月21日、株式会社FFMのChaya-zaka Recordsから発売された。

## 概要
前作『Ants』から9年半振りのアルバム。生産限定盤と通常盤の2形態で発売。
生産限定盤は藤井フミヤファンクラブ会員限定のみ販売で、通常盤と同じCDと「未来列車」・「孤独のブラックダイヤモンド」・「未来列車 FF ver」のMVを収録したDVDが同梱。
本作を引っ提げて全国17都道府県19ヶ所26公演ライブ・ハウス・ツアー「F-BLOOD 20th Anniversary POP'N' ROLL tour 2017」が同年9月17日の東京・Zepp DiverCity（TOKYO）を皮切りにスタート。

## 収録曲
全曲作詞：藤井フミヤ　作曲：藤井尚之　編曲：大島賢治
1. ROCK BAR (4:11)
2. Want Chu (4:11)
3. 未来列車 (4:23)
  - ABC朝日放送全国ネット「朝だ!生です旅サラダ」テーマ
4. Make me (3:45)
  - 読売テレビ・日本テレビ系「情報ライブ ミヤネ屋」エンディング・テーマ
5. Full moon night (5:13)
6. 東京Style (3:43)
7. COOL BABY (3:31)
8. To be continued etc. (4:18)
9. 孤独のブラックダイヤモンド (3:47)
  - 中京テレビ「PS純金」7月度 エンディングテーマ
10. Love is blind (4:22)
11. THE FRUSTRATIONS (3:23)
12. 君だけのHERO (3:46)